# The Ninety and Nine (film 1916)
The Ninety and Nine è un film muto del 1916 diretto da Ralph W. Ince con la supervisione di J. Stuart Blackton.
Il film è basato sul lavoro teatrale The Ninety and Nine di Ramsay Morris andato in scena con buon successo all'Academy of Music di New York il 7 ottobre 1902.
Nel 1922, la Vitagraph produsse The Ninety and Nine, un remake che aveva come protagonisti Colleen Moore e Warner Baxter.

## Trama
Nella piccola città, i pettegoli sono al lavoro tagliando i panni addosso a Ruth, la figlia di Abner Blake: il padre è un agricoltore molto stimato, ma lei provoca scandalo per i suoi rapporti con Tom Silverton, noto ubriacone. Credendo alla calunnia che la figlia abbia una relazione illecita con Tom, Abner butta fuori di casa Ruth. Tom, allora va a cercare la ragazza; proprio quando la trova, i due si accorgono che la fattoria di Abner sta andando a fuoco. Accorsi sul posto, riescono a trarre in salvo sia Abner che la moglie Rachel, contribuendo poi a spegnere l'incendio. Abner, pentito del suo comportamento rigido, chiede allora scusa alla figlia e a Tom che si riconciliano con l'agricoltore.

## Produzione
Il film fu prodotto dalla Vitagraph Company of America.

### Tecnica
Alcune fonti attribuiscono la fotografia a Jules Cronjager mentre altre accreditano come direttori della fotografia Henry Cronjager e Harry A. Fishbeck. La filmografia che compare su Vitagraph Co. of America - Il cinema prima di Hollywood (pag. 633) l'attribuisce al solo Henry Cronjager

## Distribuzione
Il copyright del film, richiesto dalla Vitagraph Co. of America, fu registrato il 15 dicembre 1916 con il numero LP9758.
Distribuito dalla Greater Vitagraph (V-L-S-E), il film uscì nelle sale cinematografiche statunitensi il 25 dicembre 1916.